# ダブリンの尖塔
ダブリンの尖塔（ダブリンのせんとう、英: Spire of Dublin）または、光のモニュメント（ひかりのモニュメント、愛: An Túr Solais、英: Monument of Light）は、アイルランドのダブリン1区オコンネル通りにある高さ120mのモニュメント。

## 詳細

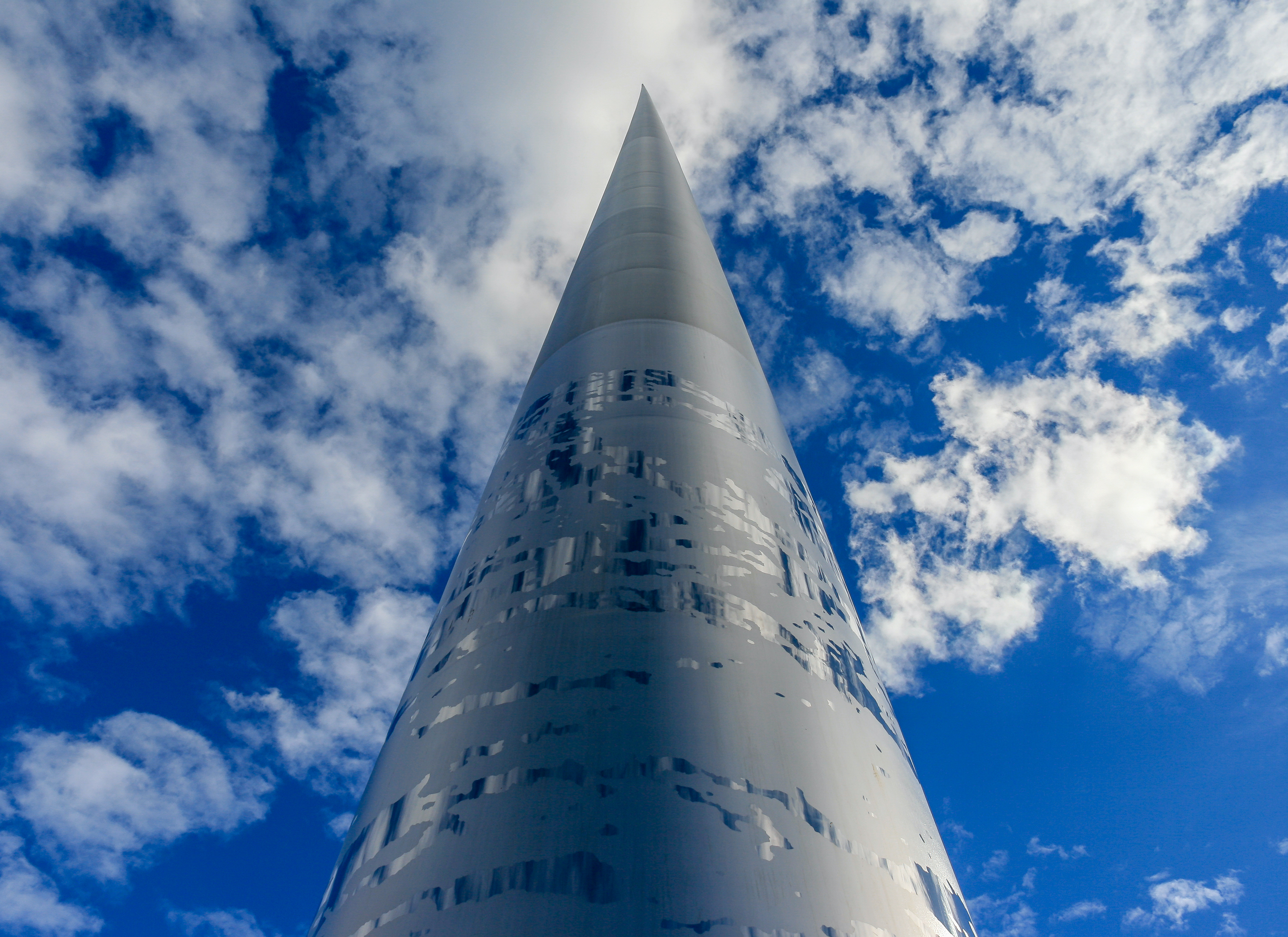
下から見た尖塔

尖塔は、「芸術と技術を橋渡しエレガントでダイナミックなシンプルさ」を求めたイアン・リッチー・アーキテクツによって設計された。
2002年12月18日に第1部が設置された。計画許可の取得や環境規制の問題で工事が遅れていたが、2003年1月21日に設置された。尖塔は、8つの中空ステンレス鋼製の円錐状の部分から構成されており、最長のものは20mである。基部では直径3mの細長い円錐形で、上部では15cmまで細くなっている。揺れを打ち消すために2つの調整された同調質量ダンパを特徴としている。スチールにはショットピーニング加工が施されており、そこから反射する光の質を変えている。
尖塔の基部周辺の模様は、尖塔が立つ地面から採取した岩盤のコア試料とDNA二重螺旋を基にしている。
夕暮れ時には、モニュメントの基部が点灯し、上部10mには11,884個の穴が開いており、そこから発光ダイオードが光っている。

## 背景

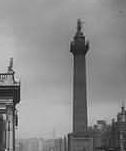
ネルソンの柱は、1966年に爆弾で破壊されるまで尖塔の跡地に立っていた

尖塔の設置は、1999年に街区割りの再設計の一環として依頼された。オコンネル通りは、ファーストフード店の増殖や安物のプラスチック製の店先を使ったバーゲン店の出店、廃墟、1966年の元IRAの爆撃によるネルソンの柱の破壊など、様々な理由で衰退の一途をたどっていた。
アンナ・リヴィアのモニュメントは、1988年のダブリン・ミレニアム記念式典の際に設置された。1990年代には、街並みの改善計画が開始された。中央の保留地にある木々は生い茂り、景色やモニュメントが見えなくなっていたが、その数は減少した。像は清掃され、場合によっては移設された。店主は、プラスチックの看板や間口をより魅力的なデザインに変更するよう求められた。交通は可能な限り通りから離れて方向転換され、歩行者にとってより魅力的なものにするために車線の数が減らされた。この再生の中心となったのが、ネルソンの柱の代わりとなるダブリンの尖塔でダブリン市長のジョー・ドイルが委員長を務める国際コンペで多数の応募作品の中から選ばれた。アンナ・リヴィアのモニュメントは、2001年に尖塔のために移動された。

## 受賞候補
ダブリンの尖塔は、以下の賞にノミネートされている。
- 2003年英国建設業国際賞ファイナリスト
- 2004年王立英国建築家協会ナショナル・アワード＆スターリング賞ショートリスト
- 2005年ルートヴィヒ・ミース・ファン・デル・ローエ賞